# Laophonte serrata
Laophonte serrata är en kräftdjursart som först beskrevs av Claus 1863.  Laophonte serrata ingår i släktet Laophonte och familjen Laophontidae. Arten är reproducerande i Sverige. Inga underarter finns listade i Catalogue of Life.